# Àhmad ibn Yússuf al-Mustaín
|  | No s'ha de confondre amb Àhmad ibn Yússuf o Àhmad ibn Yússuf al-Misrí. |

Abu-Jàfar Àhmad ibn Yússuf ibn Hud al-Mustaín bi-L·lah (àrab: أبو جعفر أحمد بن يوسف بن هود المستعين بالله, Abū Jaʿfar Aḥmad ibn Yūsuf ibn Hūd al-Mustaʿīn bi-Llāh), més conegut com a Àhmad (II) ibn Yússuf al-Mustaín (II), Àhmad II o al-Mustaín (II), fou emir de Saraqusta del 1085 a 1110. Membre de la dinastia dels Banu Hud, va succeir el seu pare Yússuf ibn Àhmad al-Mútaman. Va portar el làqab de Sayf-ad-Dawla.
El 1085 els aragonesos van assetjar Wasqa (Osca), on va morir Sanç I d'Aragó i Pamplona, i la primavera de 1086, Alfons VI de Lleó va posar setge a Saragossa i davant aquesta circumstància, els reis de les taifes van demanar ajuda als almoràvits i l'emir Yússuf ibn Taixfín desembarca a al-Yazira al-Jadrā en auxili dels febles reis musulmans el 30 de juliol i l'arribada de l'exèrcit de l'emir almoràvit Yússuf ibn Taixfín el va obligar a retirar-se Yússuf va deixar el regne als Banu Hud per fer-lo servir de tampó entre ell i els regnes cristians. Sanç I d'Aragó i Pamplona va morir a Wasqa, que continuava assetjada el 1094, però els aragonesos finalment van derrotar a Ahmed II a la batalla de les planes d'Alcoraz el novembre de 1096, prenent la ciutat.
Va morir en combat a la batalla de Valtierra contra les tropes d'Alfons el Bataller el 24 de gener de 1110. El va succeir el seu fill Abd-al-Màlik ibn Àhmad Imad-ad-Dawla.